# Protoschwenkia
Genre
Protoschwenkia aussi orthographié Protoschwenckia est un genre de plantes de la famille des Solanaceae.

## Liste d'espèces
Selon NCBI (25 mars 2012) :
- Protoschwenkia mandonii

### OrthographeProtoschwenkia
- (en) NCBI : Protoschwenkia (taxons inclus) (consulté le 17 avril 2012)
- (en) Tropicos : Protoschwenkia Soler., 1898  (+ liste sous-taxons) (consulté le 17 avril 2012)

### OrthographeProtoschwenckia
- (en) GRIN : genre Protoschwenckia  Soler. (+liste d'espèces contenant des synonymes) (consulté le 17 avril 2012)

Le genre Protoschwenckia est aussi cité dans la famille des Solanaceae dans les sites suivants : 
- (en) Angiosperm Phylogeny Website : Solanaceae  (+ liste genres) (consulté le 17 avril 2012)
- (en) DELTA Angio : Solanaceae  Juss. (consulté le 17 avril 2012)